# Tmesisternus sulcatus
Tmesisternus sulcatus là một loài bọ cánh cứng trong họ Cerambycidae.